# Episodi di Soul Food (prima stagione)
La prima stagione della serie televisiva Soul Food è stata trasmessa in anteprima negli Stati Uniti d'America dalla Showtime tra il 28 giugno 2000 e il 21 febbraio 2001.
| nº | Titolo originale                      | Titolo italiano | Prima TV USA      | Prima TV Italia |
| -- | ------------------------------------- | --------------- | ----------------- | --------------- |
| 1  | The More Things Change                | inedito         | 28 giugno 2000    | inedito         |
| 2  | The More Things Stay the Same         | inedito         | 5 luglio 2000     | inedito         |
| 3  | Heart of the Matter                   | inedito         | 12 luglio 2000    | inedito         |
| 4  | What Women Want                       | inedito         | 19 luglio 2000    | inedito         |
| 5  | The Watermelon Theory                 | inedito         | 26 luglio 2000    | inedito         |
| 6  | Claiming                              | inedito         | 2 agosto 2000     | inedito         |
| 7  | Truth Be Told                         | inedito         | 9 agosto 2000     | inedito         |
| 8  | Bad Luck                              | inedito         | 16 agosto 2000    | inedito         |
| 9  | Anything You Can Do                   | inedito         | 23 agosto 2000    | inedito         |
| 10 | Samurai Secrets                       | inedito         | 30 agosto 2000    | inedito         |
| 11 | Man Trouble                           | inedito         | 6 settembre 2000  | inedito         |
| 12 | The Language of Life                  | inedito         | 13 settembre 2000 | inedito         |
| 13 | Ordinary Pain                         | inedito         | 3 gennaio 2001    | inedito         |
| 14 | Nice Work If You Can Get It           | inedito         | 10 gennaio 2001   | inedito         |
| 15 | Little Girl Blue                      | inedito         | 17 gennaio 2001   | inedito         |
| 16 | This Crazy Life                       | inedito         | 24 gennaio 2001   | inedito         |
| 17 | Sometimes You Win, Sometimes You Lose | inedito         | 31 gennaio 2001   | inedito         |
| 18 | Everything Is Unfolding Perfectly     | inedito         | 7 febbraio 2001   | inedito         |
| 19 | A Clear and Present Stranger          | inedito         | 14 febbraio 2001  | inedito         |
| 20 | Take Me to the Water                  | inedito         | 21 febbraio 2001  | inedito         |